# Phinesse
Phinesse (pseudoniem van Dave Devine) is een Australisch rapper uit Melbourne, en was een hiphop-duo dat bestond tot 2010 en oorspronkelijk afkomstig is van de Cookeilanden. Phinesse heeft voornamelijk bekendheid verworven door op te treden met onder meer 50 Cent en Akon, wanneer deze Amerikaanse artiesten zijn werelddeel aandeden met een tournee.
Phinesse was aanvankelijk een duo, bestaande uit de rappers Devine en Giovani. Uiteindelijk stapte Giovani in 2010 uit de groep, zodat Devine alleen over bleef. Als duo boekte Phinesse het meeste succes. Devine en Giovani maakten in eigen land faam door hiphop te maken die niet appelleert aan materialistische gangsta rap en door naast rap ook zang te gebruiken. Beide leden komen van de Cookeilanden, waardoor er ook invloed van de Polynesische muziek in Phinesses liedjes te horen is. In interviews gaf het duo aan ook geïnspireerd te zijn door R. Kelly en (de eveneens Australische) Kylie Minogue.

## Referentie
1. ↑  "Interview met Phinesse in Sauce Magazine door Carole Whitehead", issuu.com (pagina niet meer beschikbaar)